# Arca di sant'Apollonio
L'arca di sant'Apollonio è un monumento funebre in marmo (360×270×70 cm) di Gasparo Cairano, databile al 1508-1510 e conservato nel Duomo nuovo di Brescia, nella terza cappella destra della navata sud.

## Storia

### Il ritrovamento delle reliquie di sant'Apollonio
Il 5 gennaio 1503 viene ufficializzato il rinvenimento, all'interno della basilica di San Pietro de Dom, delle reliquie di sant'Apollonio, vescovo di Brescia del IV secolo, avvenuto probabilmente nel settembre 1502 durante alcuni documentati lavori nella cappella a lui dedicata. Nello stesso giorno, il Consiglio generale della città delibera quasi all'unanimità di provvedere a una degna collocazione dei resti del santo, in accordo con le autorità ecclesiastiche della diocesi e della cattedrale. In giugno è documentata un'altra delibera del Consiglio generale, nella quale viene chiesto al Collegio dei notai di finanziare la nuova arca. Strappato il consenso al Collegio, l'impegno non trova probabilmente immediato seguito, certo a causa degli oneri finanziari che i notai avevano accettato di accollarsi e che faticavano a concretizzarsi.

### La realizzazione di un'arca marmorea
Risale infatti al 1506 un perentorio sollecito del Consiglio al Collegio dei notai affinché l'opera sia portata a compimento. Nel settembre 1508, finalmente, la nomina da parte del Consiglio di tre incaricati a presiedere i lavori di ampliamento e ammodernamento della cappella di sant'Apollonio affinché potesse contenere l'archa marmorea et miro artificio fabricata de pecuniis collegii notariorum Brixie lascia trasparire che i lavori avessero avuto inizio. I lavori sono quindi effettivamente documentati dal dicembre 1509 al novembre 1510 tramite compensi per vari interventi, tra cui l'abbassamento del pavimento e il rifacimento delle pareti e dell'arcone, quest'ultimo ad opera di un certo maestro "Benedictus lapicida". Dovette trattarsi di interventi significativi, dato che le spese registrate sono molto costose, fino a quasi 300 lire planette. La solenne traslazione delle reliquie, officiata dal vescovo Mattia Ugoni e presenziata dalle maggiori autorità cittadine nonché da rappresentati papali, avviene infine nel luglio 1510, momento in cui l'arca doveva essere sicuramente compiuta. Pertanto, si può collocare tra il 1508 e il 1510 l'esecuzione dell'opera, ipotizzando un coinvolgimento del fautore, il cui nome non è pervenuto dai documenti, più tardo rispetto all'inizio degli avvenimenti.

### La collocazione dell'arca
Il complesso scultoreo viene trasferito nel Duomo vecchio nel 1604, in occasione dell'inizio dei lavori di demolizione della basilica paleocristiana, sul cui sito sarebbe sorto il Duomo nuovo. Durante la permanenza nella cattedrale invernale, nell'arca trovano accoglienza anche le spoglie di san Filastrio, altro vescovo di Brescia del IV secolo. Nel 1674, infine, l'arca viene nuovamente traslata nella nuova cattedrale e collocata nel sito dove si trova ancora oggi, nell'ultima cappella destra della navata sud, dedicata appunto ai santi Apollonio e Filastrio. L'arca, nell'occasione, viene issata su un nuovo altare eseguito da Carlo Carra e collaboratori, composto da due mensole laterali e un'iscrizione dedicatoria centrale, il tutto posto su un alto basamento, ed eliminando i probabili sostegni originali, forse colonnine o pilastri.

## Descrizione
L'arca si sviluppa su almeno tre livelli principali: un basamento, il corpo centrale e la cimasa. Il basamento è costituito da due fasce distinte di eguale larghezza, la prima liscia in pietra grigia e la seconda in marmo bianco con una decorazione a festoni vegetali. Il corpo centrale è il più elaborato dal punto di vista artistico e presenta cinque riquadri istoriati, tre sul fronte e due sui fianchi, raffiguranti alcune Storie della vita di sant'Apollonio, ossia, dal pannello laterale sinistro procedendo verso destra, l'Imposizione delle vesti sacerdotali ai santi Faustino e Giovita, la Predica al popolo, la Prova dell'eucaristia, il Battesimo di Calocero e la Morte di sant'Apollonio. I riquadri istoriati sono inseriti in un ordine architettonico di pilastrini corinzi con candelabre, i quali reggono una spessa trabeazione con un elaborato fregio.
Chiude il complesso scultoreo la cimasa, costituita da un piccolo piedistallo, recante un'iscrizione dedicatoria, sul quale è impostato un alto baldacchino entro cui si trova la statua di Sant'Apollonio con un bastone pastorale in bronzo dorato. La già citata iscrizione recita quanto segue:
COLL • TABELLIONUM • PATRONO 

B • M • MONUMENTUM • P•»
Il baldacchino è coronato da una lunetta recante una Madonna col Bambino e angeli, a sua volta completata in sommità da una torcia dalla quale si spandono finte fiamme in bronzo dorato. Ai lati del baldacchino sono posti due piccoli piedistalli, collegati al corpo centrale da elementi lapidei dal caratteristico profilo ondulato, sopra i quali si trovano le statue di San Faustino a sinistra e San Giovita a destra.

## Stile

### Raffronto delle fonti e di stilemi artistici

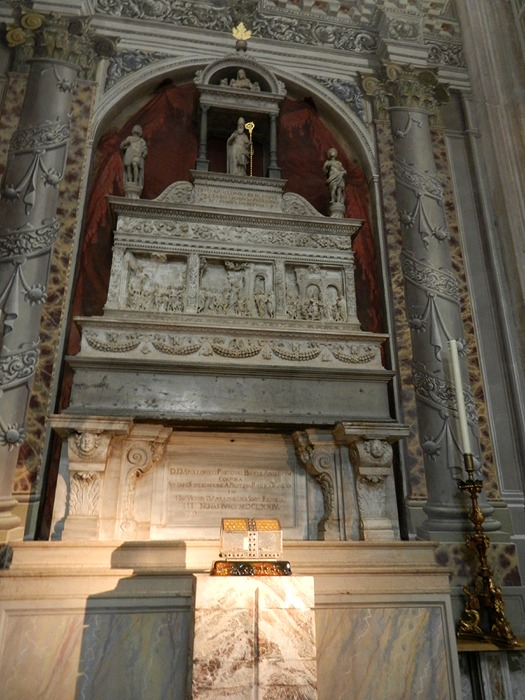
L'arca in vista frontale.

L'arca è sempre ricordata come stimato oggetto d'arte dalle guide bresciane e dai repertori di santi bresciani almeno dal XVII secolo in poi, a partire quindi dalla permanenza del monumento nel Duomo vecchio. Per esempio, Bernardino Faino ne elogia le "istorie picole del istesso Santo, bellissime", premurandosi di specificare che "non si sa l'autore di quest'opera, essendo cosa anticha". Simili apprezzamenti per il rilievo Caprioli si trovano nel Giardino della Pittura di Francesco Paglia, scritto tra il 1675 e il 1713: nel capitolo dedicato al Duomo vecchio, dopo aver omaggiato il monumento funebre di Domenico Bollani di Alessandro Vittoria, il Paglia reputa che "sia bene tralasciar certe altre cosette", riferendosi nientemeno che all'arca di Berardo Maggi e al monumento funebre di Domenico de Dominici, per ammirare una "arca intagliata di bellissime figurette di candido marmo", ossia l'arca di sant'Apollonio.
Nel 1822, l'opera viene selezionata tra i monumenti storici bresciani degni di figurare nel volume Le tombe e i monumenti illustri d'Italia, dove viene anche onorata dalla sua riproduzione in un'incisione a piena pagina. Paolo Brognoli, nella sua guida di Brescia del 1826, è il primo a condurre un'analisi critica delle sculture dell'arca: egli conduce un'accurata ricerca nell'archivio comunale, che gli permette di ricostruire parzialmente le circostanze della commissione, tuttavia non riesce a trovare "il contratto collo scultore che ha lavorato quest'arca [...], interessandomi ciò in particolare per aver io pure nelle mie stanze un monumento dello stesso scalpello stato lavorato nel 1494", "coll'iscrizione che ricordava la memoria di Luigi Caprioli". Il Brognoli sta parlando nientemeno che dell'Adorazione Caprioli, che per la prima volta in assoluto collega scientemente con l'arca in Duomo nuovo, senza basarsi su precedenti fonti letterarie, bensì su considerazioni esclusivamente stilistiche. Dopo la proposta avanzata da Antonio Morassi nel 1939, l'attribuzione dell'arca si stabilizza su Maffeo Olivieri e confermata in una serie di testi successivi.

#### Proposte di paternità artistica
La proposta di assegnare quest'opera a Gasparo Cairano viene avanzata da Vito Zani a partire da due studi nel 2001 e nel 2003, sulla base di raffronti stilistici e per ragioni di contesto storico, tesi ribadita e ampiamente approfondita nella sua monografia sullo scultore del 2010 e, ancora, nel capitolo sulla scultura rinascimentale della monografia del 2011 sulla storia della scultura bresciana, curata da Valerio Terraroli. Lo studioso ritrova, nella statua sommitale di Sant'Apollonio, gli stessi caratteri leggibili nella chiave di volta con lo stesso santo nel portico di palazzo della Loggia, pagata al Cairano nel 1497, qui riproposti "con un'inedita scioltezza esecutiva, che addolcisce i lineamenti somatici del volto, pur imprimendovi la stessa severità espressiva". Lo stesso volto, calmo e austero e con la stessa espressione, è già comunque riscontrabile quasi letteralmente nel San Pietro sul portale del duomo di Salò, di poco precedente all'arca bresciana. Le due statue dei Santi Faustino e Giovita, al contrario, rappresentano un estremo omaggio agli Angeli del Tamagnino per la chiesa di Santa Maria dei Miracoli, ai quali il Cairano, quasi vent'anni prima, aveva contrapposto i suoi qualitativamente inferiori Apostoli. L'illustre riferimento viene comunque attualizzato, preferendo anatomie meno leggiadre e rimodellando teste e capigliature, secondo il modello diffuso anche nei contemporanei Apostoli per la chiesa di San Pietro in Oliveto. Nel 2012, inoltre, lo Zani fa notare gli evidenti raffronti tecnici ed espressivi tra il San Faustino sull'arca e il Cesare sinistro sul lato sud del cavalcavia della Loggia, eseguito tra il 1503 e il 1508 e il migliore tra quelli sul cavalcavia, così come lo stesso tipo di atteggiamento tra San Giovita e il Padre Eterno sul portale del duomo di Salò. Ancora in riferimento al San Faustino, inoltre, fa notare come il volto presenti parti non finite, comunque prossime alla levigatura, lavorate direttamente a scalpello piatto e non a gradina, accelerando così il tradizionale processo tecnico di modellazione e "a riprova della dimestichezza e del virtuosismo di questo maestro nello scolpire teste".
Sempre lo Zani giudica "estremamente rivelativo" il volto della Madonna nel gruppo sulla cimasa dell'arca, dove ricompare il volto femminile della Giustizia sempre nel portico della Loggia, comunque riproposto su toni più dolci, che il Cairano avrà occasione di reiterare a lungo nella Pala Kress e in una Madonna col Bambino in collezione privata. Anche il fregio mediano, con una elaborata lavorazione di straordinaria fattura, può essere considerato come un dettaglio rivelatore per identificare altre opere del Cairano, nella fattispecie l'altare di San Girolamo e il mausoleo Martinengo, che presentano fregi molto simili nella tecnica d'esecuzione. Vito Zani sottolinea inoltre la presenza di motivi differenti e asimmetrici sulle lesene che scandiscono i pannelli centrali istoriati, secondo una soluzione mutuata dal gusto per i reperti archeologici e apparentemente introdotta in Lombardia dai pilastri della cappella Portinari nella basilica di Sant'Eustorgio a Milano, adottata in seguito da numerosi monumenti funebri. Il sistema compositivo delle Storie, comunque, è riferibile con sicurezza ai modelli introdotti negli anni 1480 da Giovanni Antonio Amadeo, che a sua volta li maturava dalla lezione di Giovanni Antonio Piatti. La stessa attenzione per gli sfondati prospettici, spesso arditi, dietro i personaggi in primo piano, ha inoltre almeno un illustre precedente nella carriera artistica di Gasparo Cairano, ossia l'Adorazione Caprioli.
L'esecuzione dell'arca può anche essere contestualizzata criticamente nel panorama storico-artistico dell'epoca, in particolare nell'ambito della concorrenza tra i Samicheli e l'ormai affermato Gasparo Cairano, fautore di uno stile classico decisamente preferito dalla committenza pubblica e privata, stile che aveva ormai soppiantato il raffinato decorativismo di cui si facevano invece portatori i Sanmicheli, l'altra grande bottega scultorea della Brescia del tempo, la cui entità è stata a sua volta ricostruita da Vito Zani tra il 2007 e il 2010. In particolare, lo studioso fa notare come nel 1505 era stata posta in opera nella chiesa dei Santi Cosma e Damiano l'arca di san Tiziano per mano dei Sanmicheli, prima arca cinquecentesca bresciana che sicuramente ebbe una certa risonanza nel mondo artistico dell'epoca e che, probabilmente, doveva costituire una sorta di rilancio per la bottega, ormai non più in voga come un tempo. Non è strano, quindi, che il Cairano si sia impegnato così a fondo nell'arca di sant'Apollonio, tra le sue opere maggiori, che soppianta largamente l'arca dei Sanmicheli per monumentalità e raffinatezza dell'ornato e delle parti figurate. In questa nuova opera, Gasparo fornisce l'ennesima prova della propria abilità, primeggiando prepotentemente in uno scenario ormai privo di concorrenti, rispondendo ai Sanmicheli con una produzione di altissimo livello qualitativo.